# Didymuria violescens
Didymuria violescens is een insect uit de orde Phasmatodea en de  familie Phasmatidae. De wetenschappelijke naam van deze soort is voor het eerst geldig gepubliceerd in 1814 door Leach.
1. ↑  (en) Didymuria violescens op de IUCN Red List of Threatened Species.